# خطوط هوایی ژاپن
شرکت خطوط هوایی ژاپن (به ژاپنی: 日本航空株式会社 نیهون کُکو کابوشیکی-گایشا) (به‌اختصار: جال) شرکت هواپیمایی حامل پرچم ژاپنی است، که دفتر مرکزی آن، در منطقه شیناگاوا، شهر توکیو، ژاپن قرار دارد. قطب‌های اصلی آن فرودگاه بین‌المللی ناریتا و فرودگاه هانه‌دا در توکیو، و فرودگاه بین‌المللی اوزاکا و فرودگاه بین‌المللی کانزای در اوزاکا هستند. جال و شرکت‌های تابعه آن (جی-ایر، جال اکسپرس و جپان ترنسوشن ایر) عضو اتحاد هوایی وان‌ورلد هستند.
خطوط هوایی ژاپن دارای ۲۲۰ مقصد پروازی در ۳۵ کشور مختلف جهان است. این گروه مجموعاً دارای ۲۷۹ فروند هواپیما در ناوگان هوایی خود می‌باشد. در سال مالی پایان یافته در ۳۱ مارس ۲۰۰۹، بیش از ۵۲ میلون مسافر و ۱٫۱ میلیون تن کالا، شامل محموله‌های پستی و باری، جابه‌جا نموده‌است.
جال در سال ۱۹۵۱ تأسیس شد و در ۱۹۵۳ هواپیمایی ملی ژاپن گردید و پس از سه دهه خدمات ترابری، در سال ۱۹۸۷ کاملاً خصوصی شد. این شرکت در سال ۲۰۰۲ با «جپان ایر سیستم» که سومین شرکت هوایی بزرگ ژاپن بود، ادغام شد و از آن هنگام، ششمین شرکت بزرگ هوایی جهان، از لحاظ مسافران جابه‌جا شده به شمار می‌رود. خطوط هوایی ژاپن در حال حاضر، حامی رسمی فدراسیون فوتبال ژاپن، تیم ملی فوتبال ژاپن، باشگاه فوتبال شیمیزو اس-پالس و باشگاه فوتبال کونسادول ساپورو است. «خطوط هوایی آل نیپون» دومین شرکت بزرگ هوایی در ژاپن و جدی‌ترین رقیب جال است.